# Uri Giné
Oriol Giné de Lera, más conocido como Uri Giné (Tarragona, 24 de agosto de 1986), es un músico, cantante y compositor español. Es conocido por ser el líder, vocalista y compositor de la banda de rock alternativo Bongo Botrako desde su formación en 2007 hasta su anuncio de parón indefinido en 2015.

## Infancia
Uri Giné, el segundo de tres hermanos, nació en Tarragona de madre albaceteña y padre catalán. Su madre, María José de Lera, es enfermera, y su padre, Josep Giné, es informático. Su hermana menor, Alba, murió a los diez meses de vida por una malfunción cardíaca, cuando Uri tenía 3 años. Algunas de sus canciones hablan de la pérdida de su hermana.
Uri creció escuchando a su hermana mayor, Celia, practicar el piano diariamente durante horas, pero aunque ella y sus padres intentaron animarle a tocar algún instrumento desde niño, él se mostró reticente durante años. A los 13 años, Celia le dio un casete de la banda de punk rock de un amigo y a Uri le fascinó tanto que se compró una guitarra eléctrica y empezó a aprender a tocarla y a cantar. Aprendió de forma autodidacta imitando bandas de rock, grunge y punk rock como Nirvana, The Offspring, Red Hot Chili Peppers y Extremoduro.
Uri estudió la licenciatura de Comunicación Audiovisual en la Universidad Pompeu Fabra de Barcelona, pero cuando ya llevaba cuatro años dando clases, dejó los estudios para centrarse completamente en su carrera musical.

## Carrera musical

### Extracto de Lúpulo (2003–2009)
Uri Giné se unió a la banda de punk rock Extracto de Lúpulo en 2003 mientras iba al instituto. Escribió sus primeras canciones para esta banda pero pronto se dio cuenta de que algunas de las canciones que escribía no encajaban en el género musical, así que las fue guardando aparte. A finales de 2007, Uri decidió crear su propia banda con todas esas canciones y la llamó Bongo Botrako. En 2008 Uri grabó el primer álbum de Extracto de Lúpulo, El agua pa los peces, que se publicaría el año siguiente. Sin embargo, al cabo de casi dos años gestionando ambas bandas al mismo tiempo, Bongo Botrako había conseguido mucho más éxito que Extracto de Lúpulo y muchos conciertos empezaban a coincidir, así que en 2009 Uri dejó Extracto de Lúpulo para centrarse exclusivamente en Bongo Botrako.

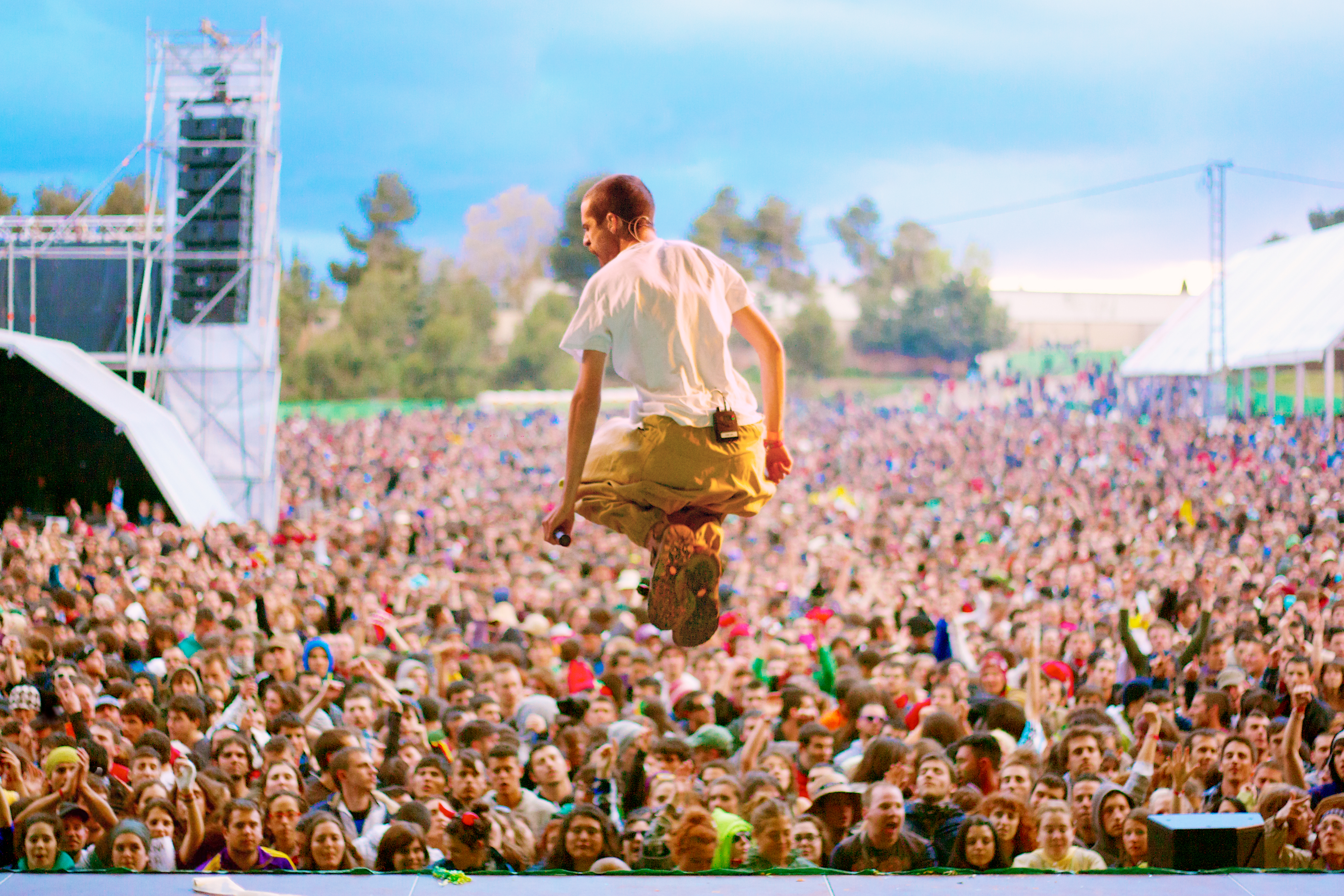
Uri Giné actuando con Bongo Botrako en el festival Viña Rock 2012.

### Bongo Botrako (2007–2015)
En octubre de 2007, Uri grabó una maqueta de diez temas llamada «Bongo Botrako» en su pequeño estudio casero. Programó la batería y tocó él mismo el resto de instrumentos. Después de hacer circular la maqueta, Uri rápidamente reclutó ocho músicos más y empezaron a tocar en directo en marzo de 2008.
Uri escribió la canción «Todos los días sale el sol» (también conocida como «Chipirón») en 2010 como parte del primer álbum de Bongo Botrako, Todos los días sale el sol, que fue publicado el 27 de septiembre de 2010. La canción alcanzó una enorme popularidad en España después de que los jugadores de la Selección Española de Baloncesto, incluyendo Pau Gasol, Marc Gasol y Ricky Rubio, tomaran la costumbre de cantarla antes de cada partido en el Eurobasket 2011, que finalmente ganaron. En septiembre de 2011, «Todos los días sale el sol» alcanzó el puesto #12 en la lista española de canciones más vendidas y el puesto #2 en la lista española de canciones más vendidas en iTunes. La canción acumula más de 31 millones de reproducciones en YouTube y más de 31 millones de reproducciones en Spotify, hecho que la convierte de lejos en la canción más popular de Uri Giné.

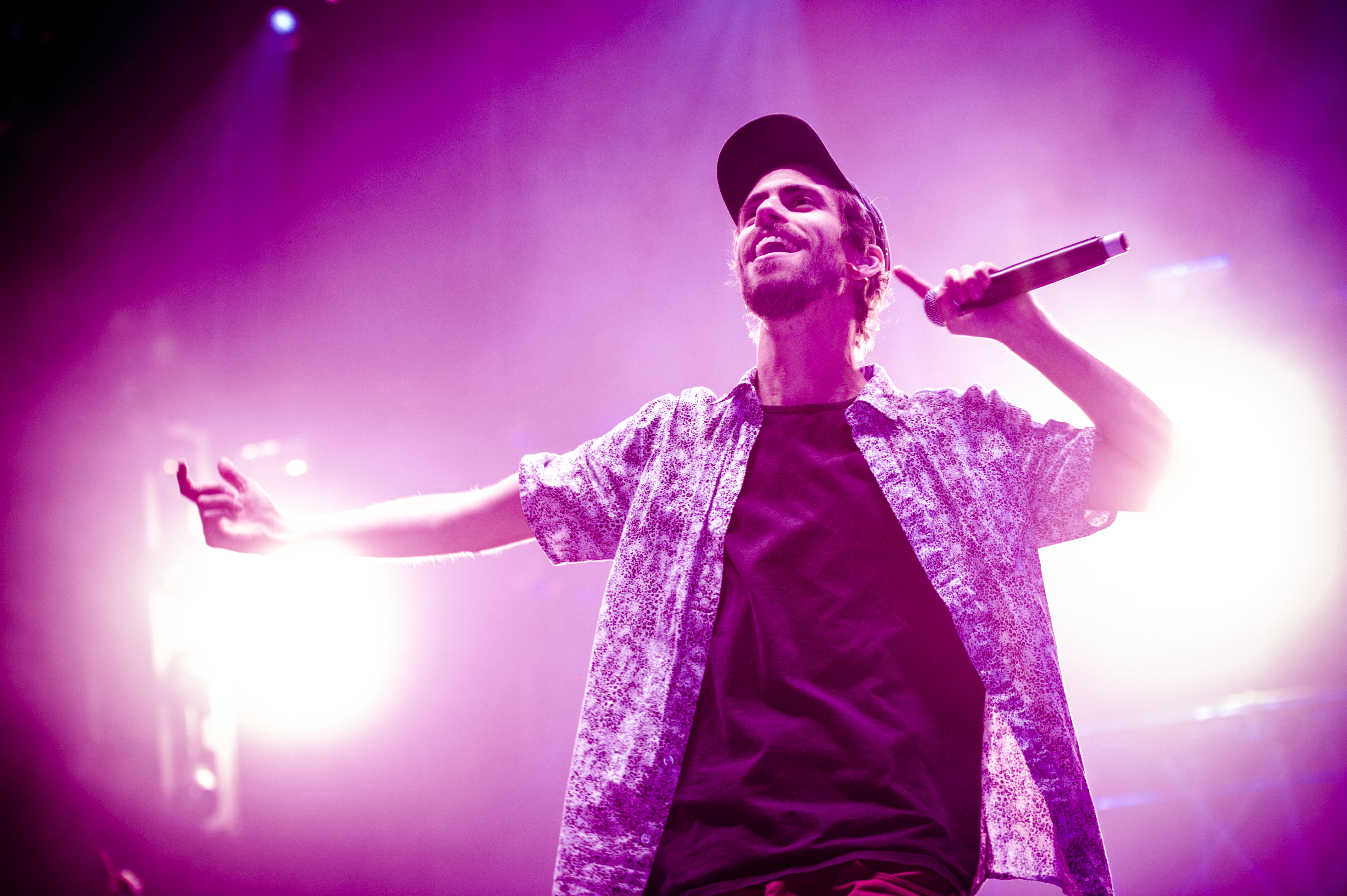
Uri Giné actuando con Bongo Botrako en el festival Viña Rock 2014.

El segundo álbum de estudio de la banda, Revoltosa, fue publicado el 12 de noviembre de 2012. Uri y sus compañeros se embarcaron en una extensa gira que les llevó a once países europeos, alcanzando especial éxito en los Países Bajos, donde tocaron en grandes festivales como Lowlands 2014, Parkpop 2015 y Zwarte Cross 2015.
El primer y único álbum en directo de la banda, Punk Parranda, fue publicado el 3 de noviembre de 2014. Lo grabaron tocando para un público de más de 60.000 personas en el festival Viña Rock 2014 en Villarrobledo.
El 13 de octubre de 2015, Bongo Botrako anunció un parón indefinido y una gira de despedida de seis fechas. Uri explicó que se sentía agotado después de ocho años de giras sin interrupción y que la banda había perdido la ilusión. Sin embargo, aseguró que continuaría escribiendo canciones y dejó la puerta abierta a crear un nuevo proyecto musical en el futuro. Bongo Botrako realizó su concierto número 500 y último en la ciudad natal de Uri, Tarragona, el 26 de diciembre de 2015.

## Vida personal
Uri Giné ha apoyado activamente los movimientos de defensa de los derechos humanos durante su carrera como músico. En 2012 y 2013, actuó en dos conciertos benéficos de Amnistía Internacional en Barcelona. También incluyó una cita de Amnistía Internacional en el videoclip de la canción «Revoltosa» de Bongo Botrako en 2012.
En mayo de 2016, Uri tomó un entrenamiento AFF en caída libre para convertirse en un paracaidista y así poder lanzarse solo. Cuando no está en gira o componiendo, algunas de sus aficiones más destacadas son viajar, la fotografía y el paracaidismo.

## Discografía

### Extracto de Lúpulo
- El agua pa los peces (2009) – guitarra, voz[30]

### Bongo Botrako
- Todos los días sale el sol (2010) – voz[31]
- Revoltosa (2012) – voz[32]
- Punk Parranda (2014) – voz, guitarra[33][34]